# DFW Tornados
El DFW Tornados fue un equipo de fútbol de los Estados Unidos que alguna vez jugó en la USL Premier Development League, la cuarta liga de fútbol más importante del país.

## Historia
Fue fundado en el año 1986 en la ciudad de Garland, Texas con el nombre Garland Genesis, y tuvo varios cambios de nombre en su historia, los cuales fueron: Claudia es una chulita
- 1986/87 - Garland Genesis
- 1987/89 - Addison Arrows tras mudarse a Addison, Texas
- 1989/90 - North Texas United tras mudarse a Dallas-Fort Worth
- 1990/91 - Fort Worth Kickers tras fusionarse con el Waco Kickers[1]
- 1991/92 - Dallas Kickers tras mudarse a Dallas, Texas
- 1992/93 - Dallas Americans
- 1993/96 - DFW Toros
- 1996/98 - Dallas Toros
- 1998/2000 - Texas Toros
- 2000/01 - Texas Rattlers
- 2001/04 - Texas Spurs tras pasar a la USL Premier Development League
- 2004 - DFW Tornados

El club tuvo más éxito como club de fútbol indoor debido a que fue campeón nacional en dos ocasiones, así como cuatro títulos divisionales, mientras que en fútbol obtuvieron tres títulos divisionales y clasificó para la US Open Cup en cuatro ocasiones, aunque sin poder superar la segunda ronda.
La sección de fútbol indoor había desaparecido en 1996, pero fue refundada en 2004 y existió paralela a la sección de fútbol hasta la desaparición de la sección de fútbol en el año 2010 y de la organización en 2012.

## Palmarés

### Fútbol
- USL PDL Mid South Division: 1

2001
- USL D-3 Pro League Southern Division: 1

2000
- USISL Pro League Central Division: 1

1996

### Fútbol Indoor
- SISL Indoor: 2

1986/87, 1989/90
- SISL Indoor Temporada Regular: 1

1986/87
- SISL Indoor North: 1

1988/89
- SISL Indoor Tex-Ark-Oma: 1

1989/90
- SISL Indoor Tex-Oma: 1

1991/92
- PASL Premier South Central: 1

2006/07

## Temporadas
| Año     | Nombre                  | División | Liga                 | Temporada Regular | Playoffs                   | US Open Cup  |
| ------- | ----------------------- | -------- | -------------------- | ----------------- | -------------------------- | ------------ |
| 1986-87 | Garland Genesis         | 3        | SISL Indoor          | 1º                | Campeón                    |              |
| 1987-88 | Arlington Arrows        | 3        | SISL Indoor          | 4º                | Semifinal                  |              |
| 1988-89 | Addison Arrows          | 3        | SISL Indoor          | 1º, North         | Semifinal                  |              |
| 1989    | Addison Arrows          | 6        | SOSL                 | 3º                | Final                      | No participó |
| 1989-90 | Addison Arrows          | 7        | SISL Indoor          | 1º, Tex-Ark-Oma   | Campeón                    |              |
| 1990    | North Texas United      | 6        | SISL Outdoor         | 5º, Eastern       | No clasificó               | No participó |
| 1990-91 | Fort Worth Kickers      | 7        | SISL Indoor          | 3º, Southeast     | Semifinales                |              |
| 1991    | Fort Worth Kickers      | 7        | SISL                 | 2º, Tex-Oma       | Semifinales                | No participó |
| 1991-92 | Dallas Kickers          | 3        | USISL Indoor         | 1º, Tex-Oma       | Sizzling Four              |              |
| 1992    | Dallas Americans        |          | USISL                | 3º, South Central | Sizzling Six               | No participó |
| 1992-93 | Dallas Americans        |          | USISL Indoor         | 2º, South Central | Sizzling Four              |              |
| 1993    | Dallas/Fort Worth Toros |          | USISL                | 3º, South Central | No clasificó               | No participó |
| 1994    | Dallas/Fort Worth Toros |          | USISL                | 2º, South Central | Sizzling Nine              | No participó |
| 1995    | Dallas/Fort Worth Toros |          | USISL Pro League     | 2º, South Central | Semifinal Divisional       | No clasificó |
| 1995-96 | Dallas/Fort Worth Toros |          | USISL Indoor         | 5º, Central       | No clasificó               |              |
| 1996    | Dallas/Fort Worth Toros |          | USISL Pro League     | 1º, Central       | Sizzling Six               | No clasificó |
| 1997    | Dallas Toros            | 3        | USISL D-3 Pro League | 6º, South Central | No clasificó               | No clasificó |
| 1998    | Texas Toros             | 3        | USISL D-3 Pro League | 2º, South Central | Semifinal Divisional       | No clasificó |
| 1999    | Texas Toros             | 3        | USL D-3 Pro League   | 2º, Western       | Final de Conferencia       | No clasificó |
| 2000    | Texas Rattlers          | 3        | USL D-3 Pro League   | 1º, Southern      | 1/4 de Conferencia         | 2.ª Ronda    |
| 2001    | Texas Spurs             | 4        | USL PDL              | 1º, Mid South     | Semifinales de Conferencia | No clasificó |
| 2002    | Texas Spurs             | 4        | USL PDL              | 2º, Mid South     | Semifinales de Conferencia | 1.ª Ronda    |
| 2003    | Texas Spurs             | 4        | USL PDL              | 4º, Mid South     | No clasificó               | No clasificó |
| 2004    | DFW Tornados            | 4        | USL PDL              | 2, Mid South      | Semifinales de Conferencia | 2.ª Ronda    |
| 2005    | DFW Tornados            | 4        | USL PDL              | 4º, Mid South     | No clasificó               | No clasificó |
| 2006    | DFW Tornados            | 4        | USL PDL              | 2º, Mid South     | No clasificó               | No clasificó |
| 2007    | DFW Tornados            | 4        | USL PDL              | 3º, Mid South     | No clasificó               | No clasificó |
| 2008    | DFW Tornados            | 4        | USL PDL              | 6º, Mid South     | No clasificó               | No clasificó |
| 2009    | DFW Tornados            | 4        | USL PDL              | 6º, Mid South     | No clasificó               | No clasificó |
| 2010    | DFW Tornados            | 4        | USL PDL              | 3, Mid South      | No clasificó               | 1.ª Ronda    |

### Fútbol Indoor (2004-12)
| Año            | División      | Liga         | Temporada Regular | Playoffs  |
| -------------- | ------------- | ------------ | ----------------- | --------- |
| Winter 04/05   | N/A           | PASL Premier | N/A               | Finalista |
| Winter 05/06   | South Central | PASL Premier | 2º                | N/A       |
| Invierno 06/07 | South Central | PASL Premier | 1º                | N/A       |
| Invierno 07/08 | South Central | PASL Premier | 3º                | N/A       |
| Invierno 08/09 | South Central | PASL Premier | 3º                | N/A       |
| Invierno 09/10 | South Central | PASL Premier | 3º                | N/A       |
| Invierno 10/11 | South Central | PASL Premier | 2º                | N/A       |
| Verano 2012    | South Central | PASL Premier | 4º                | N/A       |

## Estadios
- Pennington Field; Bedford, Texas (2004–2010)
- Pizza Hut Park; Frisco, Texas (2010)

## Entrenadores
| - Ken Muhall (1986-1989) - Ken Billy Pettigrew (1989-1990) | - Caesar Cervin (1991) - Ed Puskarich (1998, 2001–2003) | - Bernard Brodigan (2004) - Paul Robinson (2005–2010) |